# Federación Nacional de Deportados e Internados Resistentes y Patrióticos
La Fédération nationale des déportés et internés résistants et patriotes (Federación Nacional de Deportados e Internados Resistentes y Patriotas) es una organización fundada por Marcel Paul y Henri Manhès en octubre de 1945, cinco meses después de la derrota de la Alemania nazi al final de la Segunda Guerra Mundial. La Federación mantiene el legado de aquellos que perecieron en los campos de concentración nazis o fueron internados en prisiones en la Francia ocupada y une a los sobrevivientes de los campos, prisiones y la Resistencia Francesa. La federación también investiga y expone los crímenes de guerra del nazismo.
Los sobrevivientes de los campos hicieron un juramento en el lugar de su sufrimiento, prometiendo en nombre de los muertos asegurar el futuro del hombre y su dignidad. Este acto formó un vínculo entre los sobrevivientes.  La Fédération nationale des déportés et internés résistants et patriotes (FNDIRP) participó en los juicios contra Klaus Barbie, Paul Touvier y Maurice Papon, juicios por crímenes contra la humanidad.

## Trabajo de la Federación

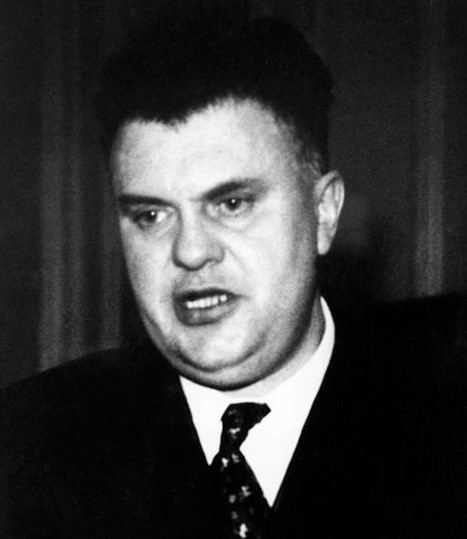
Marcel Paul

La Federación Nacional de Deportados e Internados Resistentes y Patrióticos ha trabajado en varias áreas desde 1945. Para asegurar que la época no sea olvidada, la FNDIRP produce publicaciones, testimonios y conmemoraciones. Apoya museos y participa en el Concours national de la résistance et de la déportation, una competición nacional creada en 1961 por el Ministerio de Educación para apoyar la educación de los jóvenes sobre los crímenes de guerra y los esfuerzos de la Resistencia Francesa. La FNDIRP también apoya la preservación de antiguos campos de concentración y otros sitios nazis y lucha contra la negación del Holocausto. Ha creado el Premio Marcel Paul y publica un periódico llamado Le Patriote Résistant.

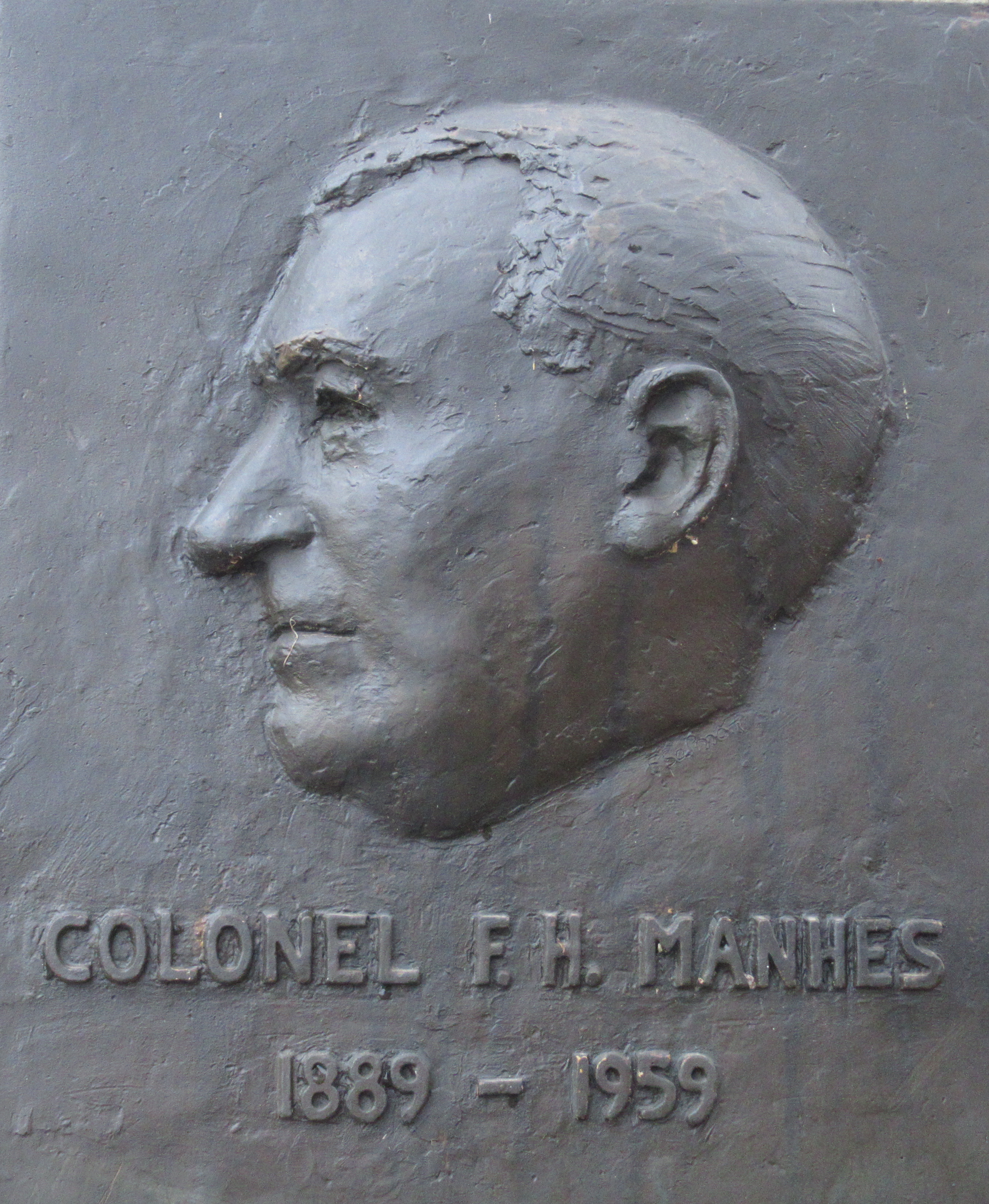
Monumento a Henri Manhès, en Weimar

Las actividades judiciales y legales de la FNDIRP incluyen la participación como parte civil en juicios por crímenes contra la humanidad. También toman acciones contra los revisionistas históricos, por reparaciones para las víctimas y en apoyo de esposas y huérfanos.
A nivel internacional, la FNDIRP contribuye al trabajo por la paz, el desarme y el desarrollo económico. Han participado en una campaña para financiar pozos de agua, una presa y un hospital de maternidad en Burkina Faso. En 1996, donaron 3,500,000 francos franceses (aproximadamente 533,572 euros) a la Cruz Roja Internacional para prótesis para las víctimas de minas terrestres en Angola.
La Federación Nacional de Deportados e Internados Resistentes y Patrióticos involucra a todas las víctimas del nazismo y sus cómplices del gobierno de Vichy, miembros de la clandestinidad, personas perseguidas por su raza o etnia, exiliados, resistentes patrióticos de la Francia ocupada y familias de los desaparecidos, asesinados o masacrados.La Federación Nacional de Deportados e Internados Resistentes y Patrióticos fue fundada por Marcel Paul, un ministro bajo el mandato de Charles de Gaulle y el coronel francés Henri Manhès, asistente de Jean Moulin. El comité honorario incluye a Juliette Gréco, Stéphane Hessel, Georges Séguy y Pierre Sudreau.